# سافونوفکا (سرزمین آلتای)
سافونوفکا (به لاتین: Safonovka) یک منطقهٔ مسکونی در روسیه است که در سرزمین آلتای واقع شده‌است.